# 브래저스 (기업)
브래저스(영어: Brazzers)는 캐나다의 포르노그래피 제작사이다. 몬트리올에 본사를 두고 있다. 31개의 하드코어 포르노 웹사이트로 구성된 온라인 네트워크로, 회사의 슬로건은 "세계 최고의 HD 포르노 사이트!"이다.. 2015년 10월, Brazzers.com의 트래픽 순위는 1,650위이다.